# Christian Kloft
Christian Kloft (* 18. Dezember 1867 in Rothenbach, Westerwald; † 28. April 1938 in Essen) war ein deutscher Politiker der Zentrumspartei und für diese bis zur Machtübernahme der Nationalsozialisten Mitglied des Preußischen Landtages.

## Leben
Kloft war der Sohn eines Dachdeckermeisters, der in den 1870er Jahren mit seiner Frau aus dem Hessischen nach Essen kam. Christian Kloft besuchte dort die Volksschule. Nach einer Sattlerlehre und Wanderschaft begann Kloft mit 23 Jahren eine Tätigkeit in der Kernmacherei bei Krupp in Essen. Er schloss sich der katholischen Arbeiterbewegung an und absolvierte 1896 beim Volksverein in Mönchengladbach eine Ausbildung, die es ihm später ermöglichte, in der Arbeiterbewegung hauptberuflich zu arbeiten. 1899 wurde er Beigeordneter im Stadtrat Essen für die Zentrumspartei. Diesem Gremium gehörte er ohne Unterbrechung bis 1920 an. Ab 1920 war er Beigeordneter des Sozialdezernats.
Zusätzlich wurde er mit Gründung des Ortskartells der christlichen Gewerkschaften 1901 als Vorsitzender mit deren Leitung betraut. 1903 übernahm er in Personalunion auch die Stelle des hauptamtlichen Arbeitersekretärs. Er war damit an der Schlüsselstelle der verschiedenen Arbeiter- und Gewerkvereine, einer Art Dachverband, der im Alfredushaus beheimatet war.
Neben diesen Tätigkeiten war Kloft ständiger Mitarbeiter des „Volksfreund“, eine für die katholische Arbeiterschaft herausgegebene Tageszeitung. 1905, nach dem Tod des bisherigen Leiters, übernahm er die Redaktion.
Zusammen mit Heinrich Hirtsiefer war Kloft Mitbegründer der heutigen Wohnungsbaugenossenschaft Essen-Nord, die 1914 als Kleinhaussiedlung GmbH gegründet wurde.
Kloft hat durch seine Doppelfunktion Gewerkschaftssekretär und Mitglied des Stadtrates hohen Einfluss auf die sozialen Belange der Arbeiterschaft im prosperierenden Industriezeitalter um die Jahrhundertwende 1900. So gehörte er beispielsweise zu dem Gremium um Oberbürgermeister Erich Zweigert, das zwischen Arbeitgebern und Arbeitnehmern erste verlässliche Tarifverhandlungen zuwege brachte. Die ersten Tarifverträge galten 1904 für das Baugewerbe.
Ab 1919 gehörte Kloft zu der Verfassunggebenden Preußischen Landesversammlung (MdPrLV) und anschließend (1921–1933) war er Mitglied des Preußischen Landtages (MdL) für die Zentrumspartei in fünf Legislaturperioden. Daneben behielt er in dieser Zeit (1920–1933) sein Mandat als besoldeter Beigeordneter der Stadt Essen. Er starb am 28. April 1938 in Essen und wurde auf dem katholischen Friedhof an der Helenenstraße in Essen-Altendorf beigesetzt.

## Ehrungen

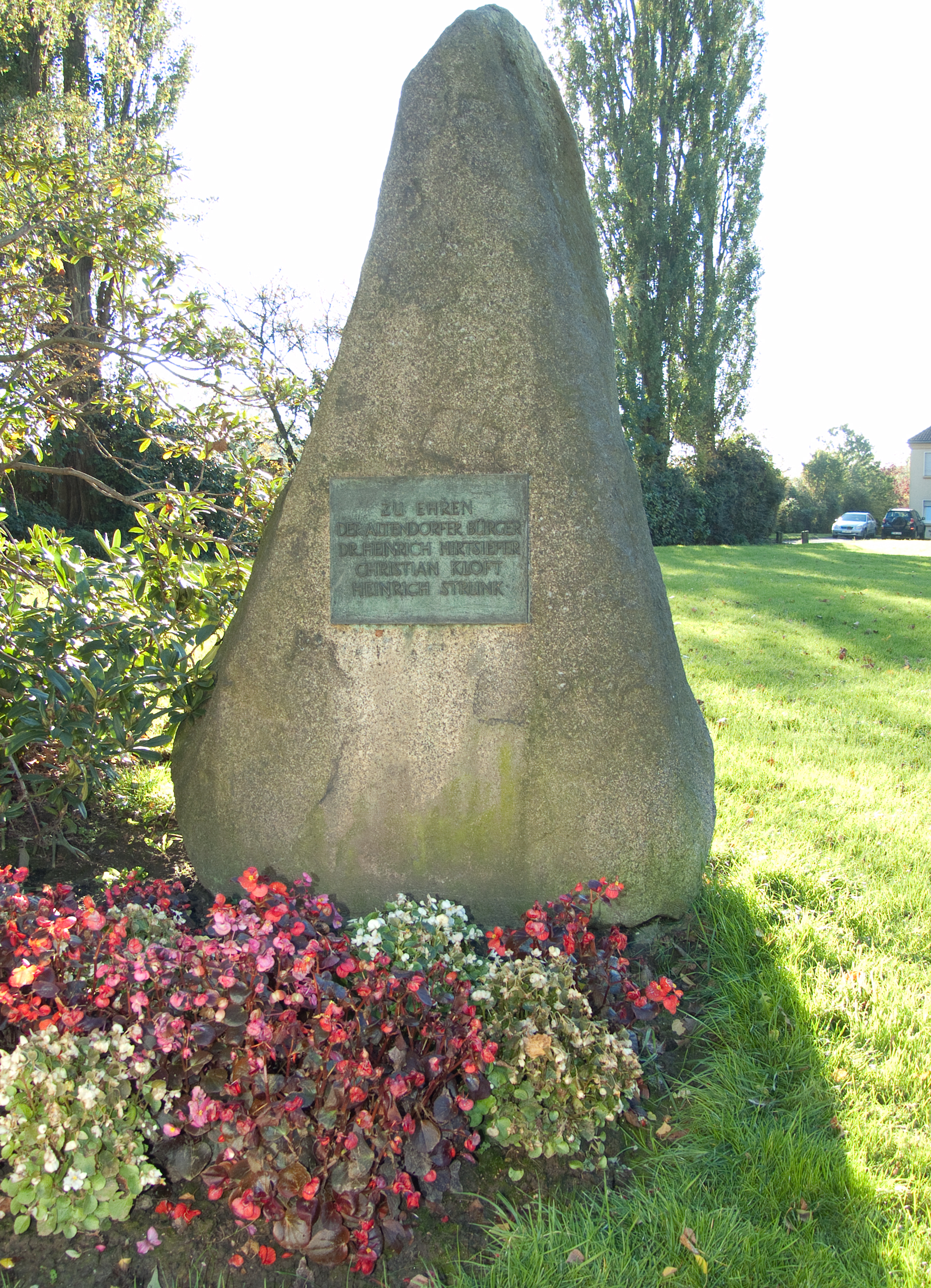
Gedenkstein in Essen-Altendorf

Kloft war Träger des Verdienstkreuzes und des Eisernen Kreuzes am weißen Bande.
Auf dem Hedwig-Dransfeld-Platz in Essen-Altendorf wurde zu Ehren von Heinrich Hirtsiefer, Christian Kloft und Heinrich Strunk ein Gedenkstein gesetzt, um die Arbeit dieser drei Zentrums-Politiker und Gewerkschafter zu würdigen. Eine Tafel auf dem Stein trägt die Inschrift: „Zu Ehren der Altendorfer Bürger Dr. Heinrich Hirtsiefer - Christian Kloft - Heinrich Strunck“.